# Parkia intermedia
Parkia intermedia är en ärtväxtart som beskrevs av Justus Carl Hasskarl. Parkia intermedia ingår i släktet Parkia och familjen ärtväxter. Inga underarter finns listade i Catalogue of Life.